# تشاد يونغ
تشاد يونغ (بالإنجليزية: Chad Young)‏ هو دراج أمريكي، ولد في 8 يونيو 1995 في نيوماركت في الولايات المتحدة، وتوفي في 28 أبريل 2017 في توسان في الولايات المتحدة بسبب حادث مرور.

## سجل الفوز

### سباقات أو مراحل فاز بها
| التاريخ | السباق | المركز |
| ------- | ------ | ------ |

## وصلات خارجية
- تشاد يونغ على موقع الاتحاد الدولي للدراجات (الإنجليزية)
- تشاد يونغ على موقع أرشيف الدراجات (الإنجليزية)
- تشاد يونغ على موقع إحصائيات الدراجات الإحترافية (الإنجليزية)
- تشاد يونغ على موقع نسبة الدراجات (الإنجليزية)